# ポルトガル・オープン
ポルトガル・オープン（Portugal Open）は、ポルトガルのオエイラスで毎年4月に開催されていた男女共催のテニス大会。大会カテゴリは男子がATP250、女子がインターナショナルに属する。2012年まではエストリル・オープン（Estoril Open）であった。2014年まで開催され2015年からは新規男子大会としてミレニアム・エストリル・オープンに移行した。

## 歴代優勝者

### 男子シングルス
| 年   | 優勝者                           | 準優勝者                     | 決勝結果             |
| ---- | -------------------------------- | ---------------------------- | -------------------- |
| 2014 | カルロス・ベルロク               | トマーシュ・ベルディハ       | 0-6, 7-5, 6-1        |
| 2013 | スタニスラス・ワウリンカ         | ダビド・フェレール           | 6-1, 6-4             |
| 2012 | フアン・マルティン・デル・ポトロ | リシャール・ガスケ           | 6-4, 6-2             |
| 2011 | フアン・マルティン・デル・ポトロ | フェルナンド・ベルダスコ     | 6-2, 6-2             |
| 2010 | アルベルト・モンタニェス         | フレデリコ・ジル             | 6-2, 6-7(4), 7-5     |
| 2009 | アルベルト・モンタニェス         | ジェームズ・ブレーク         | 5-7, 7-6(6), 6-0     |
| 2008 | ロジャー・フェデラー             | ニコライ・ダビデンコ         | 7–6(5), 1–2 途中棄権 |
| 2007 | ノバク・ジョコビッチ             | リシャール・ガスケ           | 7–6(7), 0–6, 6–1     |
| 2006 | ダビド・ナルバンディアン         | ニコライ・ダビデンコ         | 6–3, 6–4             |
| 2005 | ガストン・ガウディオ             | トミー・ロブレド             | 6–1, 2–6, 6–1        |
| 2004 | フアン・イグナシオ・チェラ       | マラト・サフィン             | 6–7(2), 6–3, 6–3     |
| 2003 | ニコライ・ダビデンコ             | アグスティン・カレリ         | 6–4, 6–3             |
| 2002 | ダビド・ナルバンディアン         | ヤルコ・ニエミネン           | 6–4, 7–6(5)          |
| 2001 | フアン・カルロス・フェレーロ     | フェリックス・マンティーリャ | 7–6(3), 4–6, 6–3     |
| 2000 | カルロス・モヤ                   | フランシスコ・クラベ         | 6–3, 6–2             |
| 1999 | アルベルト・コスタ               | トッド・マーティン           | 7–6(4), 2–6, 6–3     |
| 1998 | アルベルト・ベラサテギ           | トーマス・ムスター           | 3–6, 6–1, 6–3        |
| 1997 | アレックス・コレチャ             | フランシスコ・クラベ         | 6–3, 7–5             |
| 1996 | トーマス・ムスター               | アンドレア・ガウデンツィ     | 7–6(4), 6–4          |
| 1995 | トーマス・ムスター               | アルベルト・コスタ           | 6–4, 6–2             |
| 1994 | カルロス・コスタ                 | アンドレイ・メドベデフ       | 4–6, 7–5, 6–4        |
| 1993 | アンドレイ・メドベデフ           | カレル・ノバチェク           | 6–4, 6–2             |
| 1992 | カルロス・コスタ                 | セルジ・ブルゲラ             | 4–6, 6–2, 6–2        |
| 1991 | セルジ・ブルゲラ                 | カレル・ノバチェク           | 7–6(7), 6–1          |
| 1990 | エミリオ・サンチェス             | フランコ・ダビン             | 6–3, 6–1             |

### 男子ダブルス
| 年   | 優勝者                                                  | 準優勝者                                                | 決勝結果            |
| ---- | ------------------------------------------------------- | ------------------------------------------------------- | ------------------- |
| 2014 | サンティアゴ・ゴンサレス スコット・リプスキー           | パブロ・クエバス ダビド・マレーロ                       | 6–3, 3–6, [10–8]    |
| 2013 | サンティアゴ・ゴンサレス スコット・リプスキー           | アイサム＝ウル＝ハク・クレシ ジャン＝ジュリアン・ロジェ | 6–3, 4–6, [10–7]    |
| 2012 | アイサム＝ウル＝ハク・クレシ ジャン＝ジュリアン・ロジェ | ユリアン・ノール ダビド・マレーロ                       | 7–5, 7–5            |
| 2011 | エリック・ブトラック ジャン＝ジュリアン・ロジェ         | マルク・ロペス ダビド・マレーロ                         | 6–3, 6–4            |
| 2010 | マルク・ロペス ダビド・マレーロ                         | パブロ・クエバス マルセル・グラノリェルス               | 6–7(1), 6–4, [10–4] |
| 2009 | エリック・ブトラック スコット・リプスキー               | マルティン・ダム ロベルト・リンドステット               | 6–3, 6–2            |
| 2008 | ジェフ・クッツェー ウェスリー・ムーディ                 | ジェイミー・マレー ケビン・ウリエット                   | 6–2, 4–6, [10–8]    |
| 2007 | マルセロ・メロ アンドレ・サ                             | マルティン・ガルシア セバスチャン・プリエト             | 3–6, 6–2, [10–6]    |
| 2006 | ルーカス・ドロウヒー パベル・ビズネル                   | ルーカス・アーノルド・カー レオシュ・フリエドル         | 6–3, 6–1            |
| 2005 | フランティシェク・チェルマク レオシュ・フリエドル       | フアン・イグナシオ・チェラ トミー・ロブレド             | 6–3, 6–4            |
| 2004 | フアン・イグナシオ・チェラ ガストン・ガウディオ         | フランティシェク・チェルマク                            | 6–2, 6–1            |
| 2003 | マヘシュ・ブパシ マックス・ミルヌイ                     | ルーカス・アーノルド・カー マリアノ・オード             | 6–1, 6–2            |
| 2002 | カーステン・ブラーシュ アンドレイ・オルホフスキー       | シーモン・アスペリン アンドリュー・クラッツマン         | 6–3, 6–3            |
| 2001 | ラデク・ステパネク ミハル・タバラ                       | ドナルド・ジョンソン ネナド・ジモニッチ                 | 6–4, 6–1            |
| 2000 | ドナルド・ジョンソン ピート・ノーバル                   | デビッド・アダムズ ジョシュア・イーグル                 | 6–4, 7–5            |
| 1999 | トマス・カーボネル ドナルド・ジョンソン                 | イリ・ノバク ダヴィッド・リクル                         | 6–3, 2–6, 6–1       |
| 1998 | ドナルド・ジョンソン フランシスコ・モンタナ             | ダビド・ロディッティ Fernon Wibier                      | 6–1, 2–6, 6–1       |
| 1997 | グスタボ・クエルテン フェルナンド・メリジェニ           | アンドレア・ガウデンツィ フィリッポ・メッソーリ         | 6–2, 6–2            |
| 1996 | トマス・カーボネル フランシスコ・ロイグ                 | トム・ニーセン Greg Van Emburgh                         | 6–3, 6–2            |
| 1995 | エフゲニー・カフェルニコフ アンドレイ・オルホフスキー   | マルク＝ケビン・ゲルナー ディエゴ・ナルギソ             | 5–7, 7–5, 6–2       |
| 1994 | クリスティアン・ブランディ フェデリコ・モルデガン       | リカルト・クライチェク メノ・オースティング             | 不戦勝              |
| 1993 | デビッド・アダムズ アンドレイ・オルホフスキー           | メノ・オースティング ウド・リジェフスキ                 | 6–3, 7–5            |
| 1992 | ヘンドリク・ヤン・ダーヴィッツ リボル・ピメク           | ルーク・ジェンセン ローリー・ウォーダー                 | 3–6, 6–3, 7–5       |
| 1991 | ポール・ハーフース マルク・クーフェルマンス             | トム・ニーセン シリル・スーク                           | 6–3, 6–3            |
| 1990 | セルヒオ・カサル エミリオ・サンチェス                   | オマール・カンポレーゼ パオロ・カネ                     | 7–5, 4–6, 7–5       |

### 女子シングルス
| 年        | 優勝者                           | 準優勝者                     | 決勝結果              |
| --------- | -------------------------------- | ---------------------------- | --------------------- |
| 2014      | カルラ・スアレス・ナバロ         | スベトラーナ・クズネツォワ   | 6–4, 3–6, 6–4         |
| 2013      | アナスタシア・パブリュチェンコワ | カルラ・スアレス・ナバロ     | 7–5, 6–2              |
| 2012      | カイア・カネピ                   | カルラ・スアレス・ナバロ     | 3–6, 7–6(6), 6–4      |
| 2011      | アナベル・メディナ・ガリゲス     | クリスティナ・バロイス       | 6–1, 6–2              |
| 2010      | アナスタシヤ・セバストワ         | アランチャ・パラ・サントンハ | 6–2, 7–5              |
| 2009      | ヤニナ・ウィックマイヤー         | エカテリーナ・マカロワ       | 7–5, 6–2              |
| 2008      | マリア・キリレンコ               | イベタ・ベネソバ             | 6–4, 6–2              |
| 2007      | グレタ・アルン                   | ビクトリア・アザレンカ       | 2–6, 6–1, 7–6(3)      |
| 2006      | 鄭潔                             | 李娜                         | 6–7(5), 7–5, 途中棄権 |
| 2005      | ルーシー・サファロバ             | 李娜                         | 6–7(4), 6–4, 6–3      |
| 2004      | エミリー・ロワ                   | イベタ・ベネソバ             | 7–5, 7–6(1)           |
| 2003      | マギ・セルナ                     | ユリア・シュルフ             | 6–4, 6–1              |
| 2002      | マギ・セルナ                     | アンカ・バルナ               | 6–4, 6–2              |
| 2001      | アンヘレス・モントリオ           | エレーナ・ボビナ             | 3–6, 6–3, 6–2         |
| 2000      | アンケ・フーバー                 | ナタリー・ドシー             | 6–1, 1–6, 7–5         |
| 1999      | カタリナ・スレボトニク           | リタ・クチ＝キス             | 6–3, 6–1              |
| 1998      | バルバラ・シュワルツ             | ラルカ・サンドゥ             | 6–2, 6–3              |
| 1997      | ルイーズ・ラティマー             | アシナ・ブリーゲル           | 6–3, 3–6, 7–5         |
| 1991-1996 | 女子部門実施なし                 | 女子部門実施なし             | 女子部門実施なし      |
| 1990      | フェデリカ・ボンシグノーリ       | ラウラ・ガローネ             | 2–6, 6–3, 6–3         |
| 1989      | イザベル・キュエト               | サンドラ・チェッチーニ       | 7–6, 6–2              |

| ITFサーキット |

### 女子ダブルス
| 年   | 優勝者                                                    | 準優勝者                                              | 決勝結果            |
| ---- | --------------------------------------------------------- | ----------------------------------------------------- | ------------------- |
| 2014 | カーラ・ブラック サニア・ミルザ                           | エバ・ハルディノバ バレリア・ソロビエワ               | 6–4, 6–3            |
| 2013 | 詹皓晴 クリスティナ・ムラデノビッチ                       | ダリヤ・ユラク カタリン・マロシ                       | 7–6(3), 6–2         |
| 2012 | 荘佳容 張帥                                               | ヤロスラワ・シュウェドワ ガリナ・ボスコボワ           | 4–6, 6–1, [11–9]    |
| 2011 | アリサ・クレイバノワ ガリナ・ボスコボワ                   | エレニ・ダニリドゥ ミハエラ・クライチェク             | 6–4, 6–2            |
| 2010 | ソラナ・チルステア アナベル・メディナ・ガリゲス           | ビタリア・ディアチェンコ オウレリー・ヴェディ         | 6–1, 7–5            |
| 2009 | ラクエル・コップス＝ジョーンズ アビゲイル・スピアーズ     | シャロン・フィッチマン カタリン・マロシ               | 2–6, 6–3, [10–5]    |
| 2008 | マリア・キリレンコ フラビア・ペンネッタ                   | メルバナ・ユギッチ＝サルキッチ イペク・セノグル       | 6–4, 6–4            |
| 2007 | アンドレア・エリット＝ヴァンク アナスタシア・ロディオノワ | ルルド・ドミンゲス・リノ アランチャ・パラ・サントンハ | 6–3, 6–2            |
| 2006 | 李婷 孫甜甜                                               | ヒセラ・ドゥルコ マリア・サンチェス・ロレンツォ       | 6–2, 6–2            |
| 2005 | 李婷 孫甜甜                                               | ミハエラ・クライチェク ヘンリエッタ・ナギョワ         | 6–3, 6–1            |
| 2004 | エマヌエル・ガリアルディ ヤネッテ・フサロバ               | オルガ・ブラホトバ ガブリエラ・ナブラチロバ           | 6–3, 6–2            |
| 2003 | ペトラ・マンデュラ パトリシア・ワーツシュ                 | マレット・アニ エマヌエル・ガリアルディ               | 6–7(3), 7–6(3), 6–2 |
| 2002 | エレーナ・ボビナ ゾフィア・グバチ                         | バーバラ・リットナー マリア・ベント＝カブチ           | 6–3, 6–1            |
| 2001 | クベタ・ヘルドリコバ バーバラ・リットナー                 | ティナ・クリザン カタリナ・スレボトニク               | 3–6, 7–5, 6–1       |
| 2000 | ティナ・クリザン カタリナ・スレボトニク                   | アマンダ・ホップマンス クリスティナ・トレンス・バレロ | 6–0, 7–6(9)         |
| 1999 | アリシア・オルトゥーニョ クリスティナ・トレンス・バレロ   | リタ・クチ＝キス アンナ・フォルデニー                 | 7–6(4), 3–6, 6–3    |
| 1998 | カロリーヌ・デナン エミリー・ロワ                         | ラトカ・バブコバ カロリーネ・シュナイダー             | 6–2, 6–3            |

| ITFサーキット |